# Closer (The-Chainsmokers-Lied)
Closer (englisch für „näher“) ist ein Lied des US-amerikanischen DJ- und Musikproduzenten-Duos The Chainsmokers zusammen mit der Sängerin Halsey. Das Lied erschien am 29. Juli 2016 und ist mit über 2,42 Milliarden Streams eines der am meistgestreamten Lieder auf der Musikstreaming-Plattform Spotify.

## Hintergrund
Der Beat des Lieds entstand in einer Studiosession von The Chainsmokers zusammen mit Freddy Kennett von Louis the Child. Taggart nahm die Idee, machte daraus ein komplettes Lied und schrieb die Lyrics zusammen mit Shaun Frank. Während des Entstehungsprozess wurde das Duo von I Miss You von Blink-182 und weiteren Bands wie Taking Back Sunday inspiriert. Bekannt ist außerdem, dass die Sängerin Camila Cabello eine Demo für das Lied aufnahm, jedoch nicht an der offiziellen Version beteiligt war, da sie an dem Release des Albums ihrer Band Fifth Harmony gearbeitet hatte.

## Inhalt
| Abschnitt  | Künstler         |
| ---------- | ---------------- |
| 1. Verse   | Taggart          |
| Prechorus  | Taggart          |
| Refrain    | Taggart          |
| Postchorus | Taggart          |
| 2. Verse   | Halsey           |
| Prechorus  | Halsey           |
| Refrain    | Taggart & Halsey |
| Postchorus | Taggart & Halsey |
| Refrain    | Taggart          |
| Postchorus | Taggart & Halsey |

### Komposition
Closer ist ein EDM-Pop Song mit präsenten Elementen aus dem Future-Bass. Die Tonart ist As-Dur und das Tempo liegt bei 95 Schlägen pro Minute. Der Stimmumfang von Taggart und Halsey reicht in Closer von Eb3 bis Eb5.

### Text
Das Lied handelt von einem getrennten Paar, das sich lange nach ihrer Trennung unerwartet trifft und erneut romantische Anziehung empfindet. Das Duo schrieb auf Genius „This song is dedicated to anyone that hooked up with their ex and right after remember all the reasons why they broke up“.
| “So, baby, pull me closer In the backseat of your Rover That I know you can’t afford Bite that tattoo on your shoulder Pull the sheets right off the corner Of the mattress that you stole From your roommate back in Boulder We ain’t ever getting older” – Refrain, Originalauszug | „Also Baby, zieh mich näher an dich Auf dem Rücksitz deines Rovers Von dem ich weiß, dass du ihn dir nicht leisten kannst, Beiß in das Tattoo auf deiner Schulter Ziehe das Bettlaken von der Matratze ab, die du gestohlen hast Von deinem Mitbewohner, damals in Boulder Wir werden niemals älter“ – Refrain, Übersetzung |

## Rezeption

### Kritiken
| Jahr | Herausgeber                    | Rang |
| ---- | ------------------------------ | ---- |
| 2016 | Billboard’s 100 Best Pop Songs | 29   |

Closer erhielt insgesamt gemischte Kritiken. Das Entertainment Magazin der University of Southampton „The Edge“ gab mit zwei von fünf möglichen Sternen eine eher negative Kritik und schrieb, dass das Lied „eingängig aber langweilig“ („Catchy but Dull“) sei. Tim Tabens von Dance-Charts bewertete das Lied dahingegen positiv und schrieb „‚The Chainsmokers feat. Halsey – Closer‘ kann man nur jedem ans Herz legen. Sowohl Vocals als auch Beats klingen sehr interessant und machen gute Laune. Die Scheibe hat ebenfalls das Potenzial sich zu einem riesen Ohrwurm zu entwickeln und wieder hohe Chartplatzierungen einzunehmen“.
Billboard listete Closer im Jahr 2016 auf Rang 29 der besten Pop Songs des Jahres. Andrew Unterberger kommentierte „[Closer] was as predictable a smash as they come: Perfectly played duet drama, an immediately recognizable hook – maybe a little too instantly recognizable – and a Blink-182 reference that made every Millennial listening nod with begrudging respect. Overplay might’ve done The Chainsmokers and Halsey a temporary disservice, but just wait for the emotional rush that hits in 2025 when you’re hanging in a hotel bar and hear this for the first time in years“.

#### Preise
| Jahr | Auszeichnung              | Kategorie                        | Ergebnis  | Quelle |
| ---- | ------------------------- | -------------------------------- | --------- | ------ |
| 2016 | MTV Video Music Awards    | Song of the Summer               | Nominiert | [ 13 ] |
| 2017 | Grammy Awards             | Best Pop Duo / Group Performance | Nominiert | [ 14 ] |
| 2017 | iHeartRadio Music Awards  | Song of the Year                 | Nominiert | [ 15 ] |
| 2017 | iHeartRadio Music Awards  | Dance Song of the Year           | Gewonnen  | [ 15 ] |
| 2017 | iHeartRadio Music Awards  | Best Lyrics                      | Nominiert | [ 15 ] |
| 2017 | iHeartRadio Music Awards  | Best Collaboration               | Nominiert | [ 15 ] |
| 2017 | Myx Music Award           | Favorite International Video     | Gewonnen  | [ 16 ] |
| 2017 | Radio Disney Music Awards | Song of the Year                 | Nominiert | [ 17 ] |
| 2017 | Radio Disney Music Awards | Best Song to Lip Sync To         | Nominiert | [ 17 ] |
| 2017 | Billboard Music Awards    | Top Hot 100 Song                 | Gewonnen  | [ 18 ] |
| 2017 | Billboard Music Awards    | Top Selling Song                 | Nominiert | [ 18 ] |
| 2017 | Billboard Music Awards    | Top Radio Song                   | Nominiert | [ 18 ] |
| 2017 | Billboard Music Awards    | Top Collaboration                | Gewonnen  | [ 18 ] |
| 2017 | Billboard Music Awards    | Top Streaming Song (Audio)       | Nominiert | [ 18 ] |
| 2017 | Billboard Music Awards    | Top Streaming Song (Video)       | Nominiert | [ 18 ] |
| 2017 | Billboard Music Awards    | Top Dance/Electronic Song        | Gewonnen  | [ 18 ] |
| 2017 | Teen Choice Awards        | Choice Song: Group               | Nominiert | [ 19 ] |
| 2017 | Teen Choice Awards        | Choice Pop Song                  | Nominiert | [ 19 ] |
| 2017 | MTV Video Music Awards    | Best Collaboration               | Nominiert | [ 20 ] |
| 2017 | MTV Video Music Awards    | Best Editing                     | Nominiert | [ 20 ] |
| 2017 | American Music Awards     | Collaboration of the Year        | Nominiert | [ 21 ] |
| 2017 | American Music Awards     | Favorite Pop/Rock Song           | Nominiert | [ 21 ] |

## Kommerzieller Erfolg

### Europa
In Deutschland stieg Closer in der Woche vom 5. August 2020 auf Rang 65 ein. Die höchste Notierung erreichte der Song erstmals sieben Wochen später auf Rang zwei. In der darauffolgenden Woche fiel das Lied auf Rang drei. Auf dieser Position war Closer drei Wochen vertreten, bevor es sich am 14. Oktober 2016 erneut eine Woche auf Platz zwei platzierte. In derselben Woche erreichte der Song außerdem für eine Woche Rang eins in den deutschen Dance-Singlecharts. In den deutschen Airplaycharts erreichte der Song Rang sieben. In den deutschen Single-Jahrescharts platzierte sich Closer am Ende des Jahres 2016 auf Rang 18, in den Streaming-Jahrescharts auf Rang 14 und in den Airplay-Jahrescharts auf Rang 79. Closer wurde 2017 in Deutschland durch den BVMI mit dreifach Gold für insgesamt über 600.000 Verkäufe ausgezeichnet.
In die österreichischen Singlecharts stieg Closer am 12. August 2016 auf Rang 37 ein. Fünf Wochen später, am 16. September 2016, erreichte das Lied mit Rang zwei die höchste Platzierung in Österreich. Insgesamt war das Lied 39 Wochen in den Top 75 vertreten.
In die Schweizer Hitparade stieg der Song am 7. August 2016 auf Rang 66 ein. Am 4. September 2016 erreichte Closer erstmals die Top 10 und am 18. September 2016 mit Rang fünf die höchste Notierung in den Singlecharts. Nach 37 Wochen stieg das Lied im Mai 2017 aus den Charts aus.
In die britischen Singlecharts stieg Closer am 11. August 2016 auf Rang 33 ein. Die Höchstplatzierung erreichte der Song am 8. September 2016 auf Rang eins. Das Lied konnte sich vier Wochen an der Spitze und insgesamt 47 Wochen in den Charts halten. In den Single-Jahrescharts erreichte das Lied 2016 Rang sieben und 2017 Rang 71. Das Lied wurde durch die BPI mit dreifach Platin für über 1,8 Millionen Verkäufe ausgezeichnet.
Darüber hinaus erreichte Closer in den Niederlanden Rang eins, in Finnland Rang fünf, in Norwegen Rang eins, in Dänemark Rang eins, in Italien Rang zwei und in Spanien Rang fünf.

### Ozeanien
In Australien stieg das Lied am 8. August 2016 auf Rang zwei in die Singlecharts ein. In der darauffolgenden Woche, am 15. August 2016, erreichte Closer in den Singlecharts und den Dancecharts Rang eins. In den Download-Charts und den Streaming-Charts erreichte der Song eine weitere Woche später erstmals die Spitzenposition. Insgesamt hielt sich das Lied neun Wochen auf Rang eins der Singlecharts und 38 Wochen in den Top 50. Ende 2016 war Closer die meistverkaufte Single des Jahres und führte damit die Single- und Dance-Jahrescharts an. In den Download-Jahrescharts erreichte der Song hinter Lukas Grahams 7 Years Rang zwei. In den Streaming-Jahrescharts erreichte Closer ebenfalls Rang zwei hinter Drakes One Dance.
In den neuseeländischen Musikcharts erreichte Closer Ende August 2016 Rang eins. Auf dieser Position war der Track acht ununterbrochene Wochen vertreten. In den Jahrescharts erreichte der Song 2016 Rang drei und 2017 Rang 41.

### Vereinigte Staaten

Chartverlauf von Closer in den Billboard Hot 100.

In die Hot 100 stieg Closer in der Woche vom 20. August 2016 auf Rang 9 ein und wurde für The Chainsmokers zu ihrem dritten und für Halsey zu ihrem ersten Top-10-Lied in den Charts. Zwei Wochen später, am 3. September 2016, erreichte das Lied Rang eins und wurde damit für alle beteiligten Interpreten zum ersten Nummer-eins-Hit in den USA. In der ersten Nummer-eins-Woche wurde Closer 116.000 Mal digital verkauft, über 23,1 Millionen Mal gestreamt und erhielt rund 49 Millionen Airplay-Impressionen. Insgesamt hielt sich das Lied zwölf ununterbrochene Wochen an der Spitze der Hot 100, womit es eines der Lieder ist, die sich am längsten auf der Spitzenposition halten konnten. In der Top 10 war der Song 32 Wochen vertreten, womit es eines der Lieder ist, die sich am längsten in den Top Ten halten konnten. In der 52. Chartwoche befand sich Closer auf Rang 39. Diese war aufgrund von Regularien, gemäß denen ein Lied nach 52 Wochen aus den Charts ausgeschlossen wird, wenn der Song sich unter Rang 25 platziert, die letzte Woche in der Closer in den Hot 100 vertreten war.
In den Dance/Electronic Charts erreichte Closer ebenfalls Rang eins und wurde damit, nach Baauers Harlem Shake im Jahr 2013, zu dem zweiten Lied das die Spitze beider Charts gleichzeitig erreichen konnte. Insgesamt hielt sich das Lied 27 Wochen auf Rang eins und 52 Wochen in den Top 10 und wurde danach, wie auch bei den Hot 100, manuell aus den Charts entfernt.
Bis zum Ende des Jahres wurden von dem Song über 2,2 Millionen digitale Einheiten verkauft, womit es sich in den Hot-100-Jahrescharts 2016 auf Rang sieben platzierte.

### Chartplatzierungen
| ChartsChartplatzierungen       | Höchstplatzierung | Wochen |
| ------------------------------ | ----------------- | ------ |
| Deutschland (GfK)              | 2 (41 Wo.)        | 41     |
| Österreich (Ö3)                | 2 (39 Wo.)        | 39     |
| Schweiz (IFPI)                 | 5 (37 Wo.)        | 37     |
| Vereinigte Staaten (Billboard) | 1 (52 Wo.)        | 52     |
| Vereinigtes Königreich (OCC)   | 1 (47 Wo.)        | 47     |

| ChartsJahrescharts (2016)      | Platzierung |
| ------------------------------ | ----------- |
| Deutschland (GfK)              | 18          |
| Österreich (Ö3)                | 14          |
| Schweiz (IFPI)                 | 44          |
| Vereinigte Staaten (Billboard) | 10          |
| Vereinigtes Königreich (OCC)   | 7           |

| ChartsJahrescharts (2017)      | Platzierung |
| ------------------------------ | ----------- |
| Schweiz (IFPI)                 | 67          |
| Vereinigte Staaten (Billboard) | 7           |
| Vereinigtes Königreich (OCC)   | 71          |

| ChartsJahrescharts (2010–2019) | Platzierung |
| ------------------------------ | ----------- |
| Österreich (Ö3)                | 54          |
| Vereinigte Staaten (Billboard) | 4           |
| Vereinigtes Königreich (OCC)   | 35          |

| ChartsJahrescharts (1958–2018) | Platzierung |
| ------------------------------ | ----------- |
| Vereinigte Staaten (Billboard) | 13          |

### Auszeichnungen für Musikverkäufe
| Land/Region                  | Auszeichnungen für Musikverkäufe (Land/Region, Auszeichnung, Verkäufe) | Verkäufe   |
| ---------------------------- | ---------------------------------------------------------------------- | ---------- |
| Australien (ARIA)            | 20× Platin                                                             | 1.400.000  |
| Belgien (BRMA)               | 3× Platin                                                              | 90.000     |
| Brasilien (PMB)              | 3× Diamant                                                             | 750.000    |
| Dänemark (IFPI)              | 3× Platin                                                              | 270.000    |
| Deutschland (BVMI)           | 2× Platin                                                              | 800.000    |
| Frankreich (SNEP)            | Diamant                                                                | 233.333    |
| Italien (FIMI)               | 6× Platin                                                              | 300.000    |
| Kanada (MC)                  | 2× Diamant                                                             | 1.600.000  |
| Mexiko (AMPROFON)            | 2× Diamant · + 5× Gold                                                 | 750.000    |
| Neuseeland (RMNZ)            | 9× Platin                                                              | 270.000    |
| Niederlande (NVPI)           | Platin                                                                 | 40.000     |
| Norwegen (IFPI)              | 3× Platin                                                              | 180.000    |
| Österreich (IFPI)            | Platin                                                                 | 30.000     |
| Polen (ZPAV)                 | Diamant                                                                | 100.000    |
| Portugal (AFP)               | 2× Platin                                                              | 20.000     |
| Schweden (IFPI)              | 5× Platin                                                              | 200.000    |
| Schweiz (IFPI)               | 2× Platin                                                              | 40.000     |
| Spanien (Promusicae)         | 3× Platin                                                              | 240.000    |
| Vereinigte Staaten (RIAA)    | 15× Platin                                                             | 15.000.000 |
| Vereinigtes Königreich (BPI) | 5× Platin                                                              | 3.000.000  |
| Insgesamt                    | 1× Gold · 72× Platin · 10× Diamant ·                                   | 25.273.333 |

Hauptartikel: The Chainsmokers/Auszeichnungen für Musikverkäufe

## Veröffentlichung
| #  | Version | Erstveröffentlichung | Länge |
| -- | ------- | -------------------- | ----- |
| 1. | Closer  | 29. Juli 2016        | 4:04  |

| #  | Version                    | Erstveröffentlichung | Länge |
| -- | -------------------------- | -------------------- | ----- |
| 1. | Closer – R3hab Remix       | 23. September 2016   | 2:41  |
| 2. | Closer – Shaun Frank Remix | 23. September 2016   | 4:12  |
| 3. | Closer – T-Mass Remix      | 9. November 2016     | 4:07  |
| 4. | Closer – Wuki Remix        | 23. September 2016   | 4:03  |
| 5. | Closer – ARMNHMR Remix     | 9. November 2016     | 4:26  |
| 6. | Closer – Robotaki Remix    | 23. September 2016   | 4:12  |